# Rafael Akakpo
Rafael Patron Akakpo (ur. 1 grudnia 1973) – togijski piłkarz grający na pozycji pomocnika.

## Kariera klubowa
W swojej karierze piłkarskiej Akakpo grał w takich klubach jak: ghański Asante Kotoko, malezyjski DPMM FC, Sabina FC z Brunei, indyjska Mahindra United i wietnamski Khánh Hòa FC.

## Kariera reprezentacyjna
W 1998 roku Akakpo został powołany do reprezentacji Togo na Puchar Narodów Afryki 1998. Rozegrał na nim trzy mecze: z Demokratyczną Republiką Konga (1:2), z Ghaną (2:1) i z Tunezją (1:3).